# Stuart (Nebraska)
Stuart è un comune degli Stati Uniti d'America, situato nello Stato del Nebraska, nella contea di Holt.